# 近山晶
近山 晶（ちかやま あきら、1921年〈大正10年〉12月 - 2007年〈平成19年〉9月24日）は、日本の宝石学者。「日本の宝石学の父」として評価されている。
近山晶宝石研究所所長、近山技術士事務所所長。山梨大学講師、山梨県立宝石美術専門学校講師などを務めた。全国宝石学協会を創立、他に日本技術士協会名誉会員、国際宝石学会議（IGC）名誉メンバーをはじめ、イギリス、カナダ、スリランカ、ブラジル、中国の宝石学協会の名誉会員なども務めた。

## 略歴
山梨県甲府市に生まれる。山梨大学工学部卒業。
1952年（昭和27年）、山梨県立研磨工業指導所の研究主査として硬脆材加工を指導する。
1966年（昭和41年）、英国宝石学協会 (Gemmological Association of Great Britain) の認定するディプロマ会員（FGA, Fellow of the Gemmological Association）の資格を日本人2人目として取得する。
1971年（昭和46年）に技術士となり、1979年（昭和54年）、近山晶宝石研究所を設立する。
1982年（昭和57年）に柏書店松原から『宝石・貴金属大事典』を刊行、日本図書館協会選定図書に選ばれる。1995年（平成7年）に『宝石宝飾大事典』として改訂され、2004年4月に新訂第3版が刊行された。
2007年（平成19年）9月24日、85歳で死去。
2022年（令和4年）5月より、GSTV本社で「近山晶コレクション」の公開が開始された。

## 家族
娘の大久保洋子は国際宝石学会議の日本代表である。近山晶の孫に当たる大久保絵弥はFGA・DGA（英国宝石学協会）の資格を取得しジュエリーアドバイザーをしている。

## 著書・編書
- 『インクルージョンによる宝石の鑑別 : 顕微鏡写真とその判別法』 近山晶著、全日本宝石協会、1968年、全国書誌番号:69002443
- 『宝石 : その美と科学』 近山晶著、青友書房（発売：同友館）、1972年、全国書誌番号:75045501
- 『宝石・貴金属大事典』 近山晶著、柏書店松原、1982年、全国書誌番号:83051202
- 『新訂 宝石学必携』 近山晶編著、全国宝石学協会、1983年、全国書誌番号:86048960
- 『インクルージョンによる宝石の鑑別 : 顕微鏡写真とその判別法 カラー版』 近山晶著、全国宝石学協会、1983年、全国書誌番号:86048958
- 『宝石 : その美と科学』 近山晶著、全国宝石学協会、1984年、全国書誌番号:86049160
- 『宝石宝飾大事典』 近山晶編著、近山晶宝石研究所、1996年、全国書誌番号:97063991

## 監修書
- 『宝石の世界』 ヘルマン・バンク著、湊秀雄/近山晶監修、川田功訳、日貿出版社、1974年、全国書誌番号:69004604
- 『宝石の本 : その魅力と商品学』 全国宝石学協会編、近山晶監修、講談社、1975年、全国書誌番号:75048564
- 『宝石手帖 : 永遠の価値・その選び方と楽しみ方』 寺内隆著、近山晶監修、ブックマン社（発売：朝日出版社）、1975年、全国書誌番号:75073571
- 『図解雑学 鉱物・宝石の不思議』 近山晶監修、ナツメ社、2005年、ISBN 978-4816338588